# Leaf River (Illinois)
Leaf River – wieś w Stanach Zjednoczonych, w stanie Illinois, w hrabstwie Ogle.